# Lechriodus aganoposis
A Lechriodus aganoposis a kétéltűek (Amphibia) osztályának békák (Anura) rendjébe, a mocsárjáróbéka-félék (Limnodynastidae) családjába, azon belül a Lechriodus nembe tartozó faj.

## Nevének eredete
Nevét a latin aganos (gyengéd) és posis (férj) szavakból alkották, mellyel hüvelykvánkosának a nem többi fajáéhoz képesti lágyabb felépítésére utaltak.

## Előfordulása
Pápua Új-Guinea endemikus faja. Elszórt populációi a Huon-félszigeten, valamint Új-Guinea központi hegygerincén, egészen az Indonéziához tartozó Sibil-völgyig, 1000–2000 m-es tengerszint feletti magasságban honosak.

## Megjelenése
A Lechriodus nem négy faja közül ezt a fajt fedezték fel legkésőbb. A Lechriodus aganoposis fajnak a nem egyetlen másik fajával sincs közös elterjedési területe; a Lechriodus melanopyga elterjedési területéhez legközelebbi élőhelye 15 km-re található.
Feje szélesebb, mint testének többi része, szélessége testhosszának 45%-a. Pofája oldalnézetben előre lejt, felülnézetben hegyes. A szemétől az orrcsúcsáig húzódó rész konkáv és ferde, szemzuga hegyes, orrnyilásai közel helyezkednek el pofája csúcsához. Fejtetője szemvonaláig konkáv. Szeme nagy méretű, testhosszának 11%-a. A tympanum (hallószerv) simább mint a környező bőrfelület, mérete szemméretének 78%-a.  
Hátsó lába hosszú, combcsontjának mérete megegyezik testhozzának 54%-ával. Talpán számos szemölcs nő. Lábának ujjai között minimális úszóhártya feszül. Hátának és végtagjainak bőrén elszórtan apró, puha szemölcsök vannak. Szemei között U alakú redő látható, az U csúcsa hátrafelé néz. Testén három pár hosszanti redő húzódik, melyek válla környékén közelebb vannak egymáshoz. Hasi bőrfelülete sima.      
Hátának színe a világos cserzett színtől a sötétbarnáig terjedhet. Pofája csúcsától sötétbarna sáv húzódik szemei között, hallószerve vonaláig. Szeme alatt apró, sötét árnyalatú folt terül el. Végtagjain keskeny keresztirányú sávok húzódnak. Hasi oldalán háromszög alakú barna folt van, csúcsával a kloáka felé.

## Természetvédelmi helyzete
A vörös lista a nem fenyegetett fajok között tartja nyilván. Elterjedési tartományán belül több védett terület is található.